# Ellie Roebuck
Ellie Roebuck (Sheffield, Yorkshire del Sur, Inglaterra; 23 de septiembre de 1999) es una futbolista británica. Juega de guardameta y su equipo actual es el Aston Villa de la Women's Super League. Es internacional absoluta por al selección de Inglaterra desde 2018, además forma parte de los equipos juveniles de Inglaterra.

## Trayectoria
Firmó su primer contrato profesional en enero de 2018 por el Manchester City, luego de pasar por sus divisiones inferiores. Formó parte de los planteles que ganaron la FA Cup y la Copa de la Liga en 2019, y el 23 de mayo de ese año renovó su contrato con el club por dos años.

## Selección nacional
Roebuck formó parte de la selección de Inglaterra sub-20 que obtuvo el tercer lugar en la Copa Mundial Femenina de Fútbol Sub-20 de 2018 en Francia.
En octubre de 2018 fue citada por primera vez a la selección adulta junto a su compañera de equipo Georgia Stanway por el entrenador Phil Neville. Debutó el 9 de noviembre de 2018 contra Austria, como suplente de Mary Earps al minuto 79. Jugó su primer encuentro internacional como titular el 9 de abril de 2019 en la victoria por 2:1 sobre España.

## Clubes
| Club            | País       | Año        |
| --------------- | ---------- | ---------- |
| Manchester City | Inglaterra | 2016-2024  |
| F. C. Barcelona | España     | 2024-2025. |

## Palmarés

### Títulos nacionales
| Título                | Club            | País       | Año     |
| --------------------- | --------------- | ---------- | ------- |
| Women's Super League  | Manchester City | Inglaterra | 2016    |
| FA Women's League Cup | Manchester City | Inglaterra | 2016    |
| Women's FA Cup        | Manchester City | Inglaterra | 2016-17 |
| FA Women's League Cup | Manchester City | Inglaterra | 2018-19 |
| Women's FA Cup        | Manchester City | Inglaterra | 2018-19 |
| Women's FA Cup        | Manchester City | Inglaterra | 2019-20 |
| FA Women's League Cup | Manchester City | Inglaterra | 2021-22 |